# Жесть
«Жесть» (рос. жесть, жерсть) — одне з найбільших монополістичних об'єднань кольорової металургії Російської імперії початку 20 століття, що було створене для регулювання виробництва та продажу чорної, жовтої та білої жерсті. Процес створення підприємства був тісно пов'язаний з діяльністю синдикату «Кровля». Вже наприкінці 1907 із 32 його учасників 19 ініціювали створення в рамках «Кровли» комітету з бляшаного виробництва та продажу. Співпраця в межах цього комітету дала змогу заводчикам одного профілю досить швидко порозумітися й 2—3 червня 1908 підписати відповідну координаційну угоду, один із пунктів якої декларував створення синдикату «Жесть» як самостійної організації. Керувала ним спеціальна Рада з питань нормування замовлень та квотної політики. У 1906—07 роках синдикат постачав на внутрішні ринки країни 543, 1907—11 — 620, 1911—15 — 700 тис. пудів готової продукції, і в ньому, крім  заводів Санкт-Петербурга, Москви, Варшави, Ревеля (нині місто Таллінн, Естонія), Лібави (нині Лієпая, Латвія), Ростова-на-Дону, Єкатеринбурга, помітну роль завжди відігравали одеські підприємства Вальтуха, Трігера, Левіна, Люльки, власники яких входили до ради підприємства «Жесть», маючи спільну квоту в 18,8% і даючи щороку 1/7—1/5 частину асортименту синдикату в цілому. «Жесть» намагалася так регулювати галузевий ринок жерсті в країні, щоб він постійно перебував у напівнасиченому стані, тому досить часто вдавалася до скорочення обсягів виробництва (зокрема, ті ж «одесити» до вступу в синдикат продукували товарів удвічі більше, ніж після 1909). Припинила своє існування в жовтні 1917.